# Macànides
Macànides o Macànidas (grec antic: Μαχανίδας, llatí: Machanidas) fou tirà d'Esparta al segle III aC.
Era probablement el cap, d'una banda, de mercenaris tarentins a sou del govern d'Esparta. La manera en què Macànides va obtenir la tirania és desconegut, però probablement va estar associat a Pèlops, fill i successor de Licurg d'Esparta al doble tron del país. Segurament Pèlops era un rei decoratiu, i el poder el va exercir Macànides, que pels seus crims i el terror que va inspirar l'anomenaven ‘el tirà’.
Igual que Licurg, no tenia dret a la corona, però a diferència d'ell no va respectar ni als èfors ni a les lleis i va governar amb el poder de les armes dels seus mercenaris. La Lliga Aquea i Argos no li podien fer front sense ajut, i van haver de recórrer a l'auxili del regne de Macedònia. Roma, en aquella crisi, i a l'onzè any de la Segona Guerra Púnica i volent aturar l'avenç de Filip IV de Macedònia, el va utilitzar com un aliat actiu i capaç. Macànides va actuar sense respectar ni els drets polítics ni religiosos de ningú.
El 307 aC mentre els estats grecs negociaven la treva olímpica i Elis feia els preparatius dels immediats Jocs Olímpics, Macànides va preparar una expedició al territori sagrat de l'Èlida, però el projecte es va frustrar per l'arribada oportuna del rei de Macedònia al Peloponnès i Macànides es va retirar ràpidament cap a Esparta. El mateix 307 aC Filopemen, general de la Lliga Aquea, després de temps de preparatius, el va atacar. Els dos exèrcits van xocar a un lloc entre Mantinea i Tègea i els mercenaris tarentins van ser derrotats. Macànides va morir a mans del mateix Filopemen. Per celebrar l'èxit del seu cap, els membres de la Lliga Aquea van dedicar una estàtua a Filopemen a la ciutat de Delfos.